# Langues en Algérie
 (juin 2023).
L'Algérie est un pays plurilingue, majoritairement arabophone. Depuis la révision constitutionnelle de 2016, le pays reconnaît deux langues officielles : l'arabe et le tamazight ; auparavant seul l'arabe avait ce statut. L'arabe dialectal, appelé localement darja, est la principale langue véhiculaire utilisée par la population. Le tamazight et le français sont également répandus.
Le taux d'alphabétisation chez les plus de 15 ans en 2018 y est estimé à 81 % selon l'UNESCO, dont 87 % chez les hommes et 75 % chez les femmes.

## Langues officielles
Depuis 2016, les langues officielles en Algérie sont l’arabe et le tamazight (berbère standard algérien).
Si l'article 3 de la Constitution algérienne de 2020 énonce que « l'arabe est la langue nationale et officielle » et l'article 4 que le « tamazight est également langue nationale et officielle », le premier des deux articles précise que seul « l'arabe demeure la langue officielle de l'État ».
En effet, selon la constitution algérienne (article 4), l'Académie algérienne de la langue amazighe « est chargée de réunir les conditions de la promotion de Tamazight en vue de concrétiser, à terme, son statut de langue officielle ».

## Arabe

### Arabe moderne standard
La Constitution dispose l'arabe comme langue officielle. Ceci ne désigne pas l'arabe dialectal algérien mais l'arabe standard moderne.

### Arabe algérien
L'arabe algérien (ou darja) est la langue utilisée par la majorité de la population. C'est la principale langue véhiculaire d'Algérie, utilisée par 70 à 90 % de la population. Les statistiques sur bases linguistiques n'étant pas disponibles en Algérie, il est difficile de donner un chiffre plus précis.
C'est un idiome arabe rattaché au groupe de l'arabe maghrébin, et qui a pour origine lexicale et grammaticale l’arabe principalement, mais aussi d'importants apports du berbère, du punique (carthaginois) et de manière plus relative de l'espagnol et du français, ainsi l'influence de ces langues diffère d'une région à une autre : on peut citer l'arabe bougiote influencé par le turc et le kabyle, l'arabe oranais présentant des mots d'origine ibérique influencé par le zénète, l'arabe tlemcénien, et l'arabe nedromi influencés par l'arabe andalou.
Du fait des mouvements profonds qu'a connus la population depuis l'indépendance, une koinè de cette langue a tendance à émerger, amplifiée par la musique populaire et les séries télévisées. À cet arabe algérien qu’on a tendance à appeler arabe par extension s’ajoutent des dialectes locaux, qu'ils soient berbères ou arabes.

### Autres dialectes arabes
Dans le Sahara, on atteste d'autres dialectes bédouins plus conservateurs, regroupés sous le nom « arabe saharien » ou l'arabe algérien du Sahara ; en outre, les nombreux Sahraouis réfugiés à Tindouf parlent le hassanya.
La plupart des Juifs d'Algérie parlaient des dialectes de la langue arabe spécifiques à leur communauté, collectivement appelées « judéo-arabe » ; cependant, la plupart communiquaient en français durant la période coloniale, bien avant l'indépendance.

## Les langues berbères

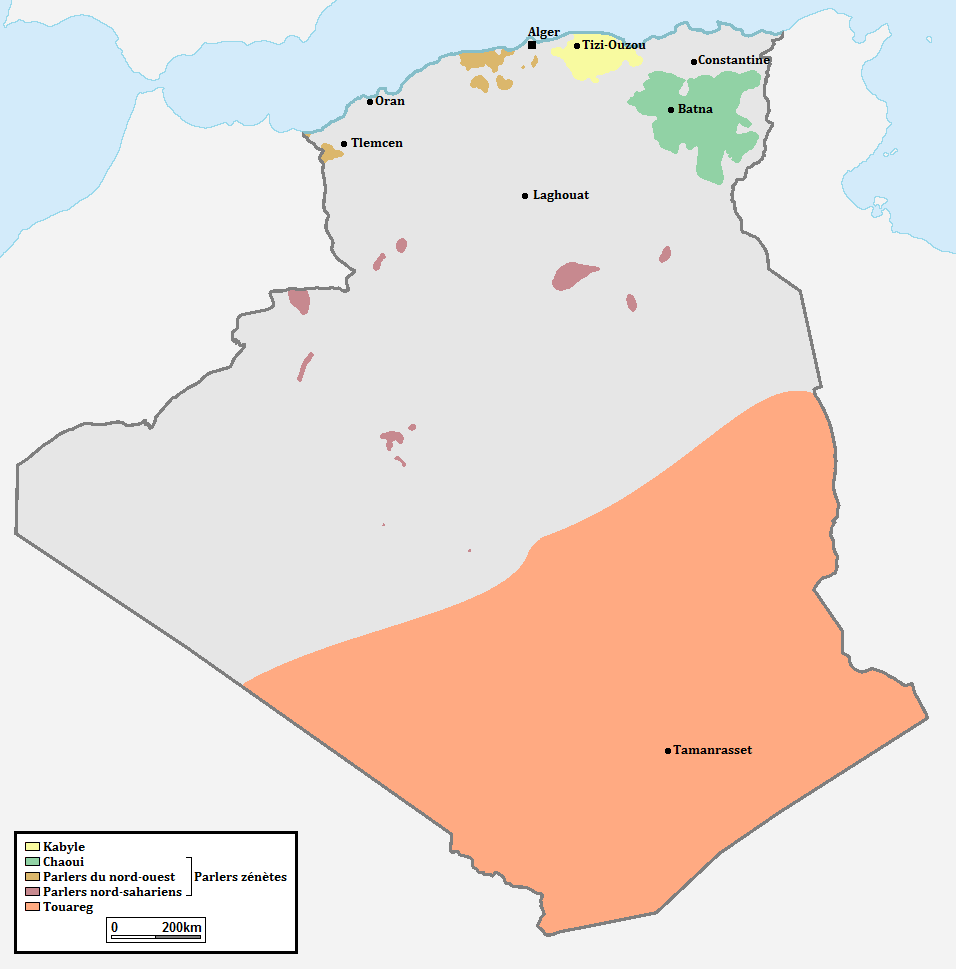
Carte des aires berbérophones d'Algérie

En 2016, une révision de la Constitution algérienne ajoute l'article 4, reconnaissant le « tamazight » (collectif de langues) comme langue officielle. L'Algérie compterait environ 25 % de berbérophones.

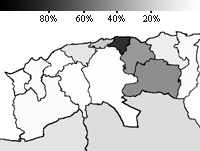
Pourcentage de Berberophones dans chaque wilaya en 1966

Les langues berbères (tamazight) sont composées de plusieurs langues différentes ou dialectes dans le pays dont les plus importantes sont :
- le kabyle (taqbaylit) : est parlé principalement en Kabylie (région du nord-est de l'Algérie), le nombre de locuteurs est estimé à plus de 5 millions en Kabylie et dans l'Algérois[9], c'est la première langue au nombre de locuteurs berbèrophones dans le pays. Il se présente sous la forme de quatre zones dialectales ;

- le chaoui (tachawit) : le chaoui appartient au groupe zénète[10],[11], cette langue est parlée par les Chaouis, habitants des Aurès et ses régions attenantes en Algérie. C'est la deuxième langue berbère la plus parlée en Algérie ;

- le tasahlite : est présent dans certaines communes de Béjaïa, Jijel et Sétif, il se différencie nettement du kabyle de grande Kabylie[12] (kabyle des Igawawen), il forme un continuum linguistique entre le kabyle et le chaoui ;
- le tagargrent est parlé dans la région de Ouargla[12] et de N'Goussa ainsi que Touggourt et sa région de Oued Righ ;
- le mozabite (tumzabt) : c'est la langue vernaculaire dans la vallée du Mzab (au sud de l'Atlas saharien), parlé par plus de 200 000 locuteurs ;
- la variante algérienne et libyenne du touareg (tamajaq, appelé localement tahaggart dans le Hoggar) : elle est parlée dans l'extrême sud du pays, en particulier dans le massif du Hoggar et le tassili n'Ajjer ;
- les parlers de l'ouest algérien (chelha) : au mont Asfour ainsi qu'à Beni Snous (tasusnit) dans la wilaya de Tlemcen[12], et les oasis berbérophones du Sud oranais, notamment à Boussemghoun[13] ;
- le chenoui (tachenwit) est présent dans la wilaya de Tipaza et le littoral de la wilaya de Chlef à l'ouest d'Alger[12] ;
- le tachelhit de l'Atlas blidéen, région à l'ouest d'Alger[14] ;
- les différentes variétés de zénète (Taznatit) parlées dans le Touat, le Gourara[14], ainsi qu'à Tidikelt.

Jusqu’en 1936, des îlots berbérophones ont continué d'exister à travers toute l'Algérie : dans l'Oranie (Mascara, Mostaganem), dans le Chelif (Chlef, Khemis Miliana), dans la plaine de Annaba (Chétaïbi) , celle de Sétif (El Eulma) ou encore la Mitidja (El Affroun, Bourkika, Hadjout, Beni Mered).

## Français
Le français est enseigné dès le deuxième palier de l'école primaire.
Selon l'Organisation internationale de la francophonie (OIF), le « nombre de personnes âgées de cinq ans et plus déclarant savoir lire et écrire le français, d'après les données du recensement de 2008 communiquées par l'Office national des statistiques d'Algérie » est de 11,2 millions. Cela représente un tiers des 34,4 millions d'Algériens, et plus en termes de pourcentage en excluant les moins de 5 ans. Selon un sondage publié par l'institut Abassa, 60 % des foyers algériens comprennent et/ou pratiquent le français et selon une étude du conseil supérieur de l'enseignement, 70 % des parents d'élèves souhaitent que leurs enfants apprennent le français.
Au début du siècle, la politique algérienne favorise la langue anglaise au détriment de la langue française dans l'enseignement et l'administration.
En 2004, 10 762 personnes en Algérie ont le français pour langue maternelle, pour la plupart des descendants de Pieds-Noirs, représentant seulement 0,03 % de la population du pays.
L'Algérie, bien qu'ayant une importante proportion de francophones, n'est pas membre de l'Organisation internationale de la francophonie. Le pays compte néanmoins 58 institutions membres de l’Agence universitaire de la Francophonie.
Entre 2017 et 2018, on a vu deux inversions importantes en ce qui concerne l'utilisation de l'arabe vis-à-vis de celle de l'anglais sur deux des sites web les plus employés en Algérie : Wikipédia et Facebook.
En 2016, l'encyclopédie Wikipédia en langue française était la plus consultée en Algérie avec 45 % des pages vues, devant celles en langue arabe (39 %) et en langue anglaise (14 %), les autres langues réunissant en tout seulement 2%. Deux ans plus tard, en 2018, pris la tête, avec la version en langue arabe de Wikipédia représentant 43% des pages vues en Algérie, surpassant la version en langue française qui atteignait 38%.
De la même manière 2014 et 2017, l'arabe a surpassé le français en tant que langue la plus utilisée par les utilisateurs de Facebook en Algérie: en 2014, 76 % des utilisateurs de Facebook en Algérie publiaient en français, tandis que 32% publiaient en arabe (certains ont signalé publier dans les deux langues). En trois ans, le nombre d'Algériens publiant en français a diminué de 8%, pour atteindre un total de 68%, tandis que le nombre de ceux qui ont déclaré publier en arabe, ou également en arabe, a augmenté de 43%, pour atteindre un total de 75% de l'ensemble des utilisateurs algériens,.

## Anglais
Selon Euromonitor (en), l'anglais était parlé en 2012 par 7% des Algériens. L'apprentissage de cette langue s'explique aussi par le fait que beaucoup d'Algériens ont émigré au Royaume-Uni et dans d'autres pays anglophones.
Depuis 2022, l'Algérie a pris des mesures pour accélérer la généralisation de l'enseignement de l'anglais. À la suite de la décision du président Tebboune d'introduire l'anglais dès la 3e année primaire, de nouvelles initiatives ont été mises en place. Lors du Conseil des ministres du 28 mai 2023, l'ouverture de la spécialité d'enseignant d'anglais dans les écoles normales supérieures a été annoncée. Cette démarche vise à renforcer l'enseignement de l'anglais dès le primaire.
Un recrutement de 5 000 enseignants d'anglais a été lancé, entraînant un léger retard dans la rentrée scolaire. Des mesures similaires ont également été prises pour promouvoir l'utilisation de l'anglais dans les universités.
En juillet 2023, une période de formation de deux mois en anglais est mise en place pour les nouveaux bacheliers. Le ministre prévoit d'adopter la langue dès l'année universitaire 2023/2024 et supervise l'apprentissage de cette langue pour les enseignants également, afin de renforcer leurs connaissances avant le début de la nouvelle saison universitaire.

## Espagnol
La langue espagnole est surtout présente dans l’ouest du pays. En effet, cette région a subi une forte influence espagnole attestée dans la variété oranaise de l’arabe algérien.
Son développement s’explique par des facteurs sociaux et économiques ainsi que la proximité géographique avec l’Espagne et les brassages des populations qui ont permis les phénomènes des emprunts linguistiques et l’engouement des Oranais pour l’apprentissage de cette langue. L'apprentissage de cette langue s'explique aussi par le fait que beaucoup d'Algériens émigrent en Espagne.

## Autres
- Judéo-arabe, éteint en Algérie ;
- Tetuani (parler judéo-espagnol d'Oran), éteint en Algérie ;
- Korandjé (langue songhaï), parlé autour de l'oasis de Tabelbala ;
- Pataouète (mélange de catalan, occitan, français et castillan), éteint avec la population pieds-noirs.

Les langues étrangères comme l'anglais, l'espagnol, le russe et l'allemand sont enseignées dans les écoles et aux universités. Plusieurs réformes des différents gouvernements ont apporté des rectifications dans le volume horaire à enseigner.

## Histoire des langues
Pendant la période coloniale, les entreprises et administrations sont françaises. Aussi, la langue des affaires et des sciences devient le français. Les autorités coloniales vont jusqu’à déclarer l’arabe langue étrangère en 1938. Apprendre le français devient nécessaire pour obtenir une place socialement valorisée dans la société coloniale. Le système éducatif colonial n’enseigne que le français, mais une partie de la population continue d’apprendre l’arabe écrit dans les écoles coraniques. Certains algériens vont étudier à l’université de Fès ou du Caire en arabe. Cependant, tous les postes administratifs ou dans les grandes compagnies occupés par des algériens le sont par des individus parlant parfaitement français. Ils parlent parfois mieux français que l’arabe dialectal algérien.
L’une des revendications à l’indépendance est de mettre de côté le français pour arabiser le pays. Le programme de Tripoli entend « rendre à la langue arabe, expression même des valeurs culturelles [du] pays, sa dignité et son efficacité elle tant que langue de civilisation ». Il s’agit de mettre de côté la langue coloniale, mais aussi de s’inscrire dans une dynamique d’unité arabe. C’est l’arabe qui est déclaré langue nationale. L’arabe standard moderne devient langue d’État. Pourtant, les administrations et entreprises continuent de fonctionner en français. Le personnel est effectivement incapable de parler ou d’écrire correctement l’arabe standard moderne. Il est de plus souvent très attaché à son monopole sur le français qui lui assure un rôle dominant dans la société.
Dès 1964, la première année du primaire est entièrement arabisée. En raison du manque de professeurs qualifiés en arabe, 1 000 instituteurs égyptiens et 1 000 syriens viennent prêter main-forte. Des Centres Nationaux d’alphabétisation et des Centres d’Enseignement Généralisés sont ouverts afin que la population apprenne la nouvelle langue nationale. Cependant, cela ne va pas sans heurt, l’arabisation étant perçue par une partie de la population comme une islamisation. Certains militants berbères voient dans l’arabisation une volonté annihilation des langues berbères. Une enquête de 1968 de l’Université de Berkley montre que 80 % des jeunes gens interrogés sont hostiles à l’arabisation de l’enseignement universitaire. En effet, en 1967, des licences d’histoire, de littérature et de droit en arabe sont ouvertes. Cela répond à une volonté étatique de se défaire de l’influence française sur la culture. Il y a plus de difficultés à arabiser les sciences et le commerce, notamment en raison d’un manque de vocabulaire en dans le domaine en arabe standard moderne.
À partir de 1970, avec Abdelhamid Mehri, l’arabisation s’intensifie. Dès 1971, les fonctionnaires doivent passer un examen attestant d’une connaissance minimale de l’arabe pour intégrer la fonction publique. Le ministère de la justice est entièrement arabisé. En 1972, un tiers des écoles sont totalement arabisées. Sur la simple année 1971, 2,7 millions de livres scolaires en arabe sont produits. En 1973, la chaire des langues berbères de l’Université d’Alger est supprimée.
L’arabisation se poursuit, mais l’arabisation des administrations, plus lente que l’arabisation de l’éducation rend l’accès à l’emploi encore plus difficile pour les étudiants arabisants. Ils manifestent en 1980 pour une accélération de l’arabisation tandis que, la même année, s’organisent en Kabylie de grandes manifestations pour la langue et la culture berbère à la suite de l’interdiction d’une conférence de Mouloud Mammeri à Tizi-Ouzou.
En 1990, le baccalauréat est entièrement arabisé. La même année, l’Assemblée populaire nationale adopte une loi sur la généralisation de l’utilisation de la langue arabe, rendant obligatoire l’usage de cette langue dans tous les documents écrits.
En août 1994, le Mouvement culturel berbère déclenche une grande grève en Kabylie, dite « grève des cartables » pour « l’introduction de la langue amazigh dans l’enseignement ». En mai 1995, un Haut-Commissariat à l’amazighité est créé. Une loi renforçant la généralisation de la langue arabe est passée en 1996. Elle doit s'appliquer le 5 décembre 1998. Les tensions avec la Kabylie autour de cette loi se renforcent jusqu’à l’éclatement d’importantes émeutes contre la loi sur l’arabisation et pour la reconnaissance du Tamazigh.
Dès son accession au pouvoir en 1999, le président Bouteflika tente de minimiser ces conflits linguistiques se présentant comme très ouvert, employant aussi bien l’arabe que le français. Il reste néanmoins plus circonspect quant au amazighe. À la suite des manifestations berbères en 2001, le Tamazigh est reconnu « langue nationale » par une modification de la constitution en 2002. La réforme constitutionnelle de 2016 en fait une langue nationale et officielle, au même titre que l’arabe.

## Usages sur internet

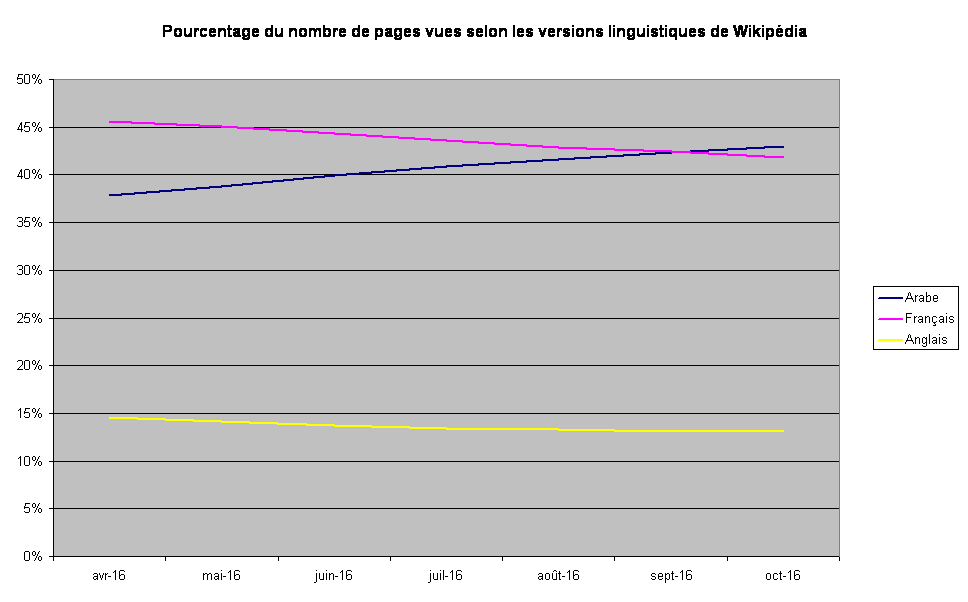
Pourcentage du nombre de pages vues selon les versions linguistiques de Wikipédia.

| Français | 65 |
| Arabe    | 25 |
| Anglais  | 10 |

| Arabe    | 58 |
| Français | 32 |
| Anglais  | 7  |

| Arabe    | 43 |
| Français | 38 |
| Anglais  | 12 |

| Français | 90 |
| Arabe    | 8  |
| Autres   | 2  |

### Wikipédia
Malgré le retard pris par la langue arabe dans les technologies de l'information comparé à sa démographie (avec une présence faible sur le web par exemple), les statistiques de consultation de l'encyclopédie en ligne Wikipédia illustrent une tendance parmi d'autres du développement actuel dans la langue arabe sur internet, dont le pourcentage de consultation en langue arabe est passé de 38 % à 43 % en l'espace de 7 mois (voir le graphique ci-contre). Durant les douze mois allant de novembre 2015 à octobre 2016, l'encyclopédie Wikipédia en langue arabe est la plus consultée en Algérie avec 43 % du total des vues, suivie par celle en langue française avec 42 % puis celle en langue anglaise avec 13 %, l'ensemble des autres langues réunissant les 2 % restants.

### Facebook
En mai 2014, la langue française est la plus utilisée dans les posts sur Facebook avec 76 %, devant la langue arabe (32 %) et la langue anglaise (11 %).